# Озерки (Первомайское сельское поселение)
Озерки (до 1948 — Патрики, фин. Patrikki) — посёлок в Первомайском сельском поселении Выборгского района Ленинградской области.

## Название
В 1945 году в деревне Патрики разместилось подсобное хозяйство Военторга. В начале 1948 года постановлением общего собрания рабочих и служащих этой организации селению было присвоено новое наименование — Озерки. 
Переименование было закреплено указом Президиума ВС РСФСР от 1 октября 1948 года.

## История
Деревня находилась на берегах двух маленьких озёр Суур и Пиени Патриккаярви, посреди большего из которых находится высокий остров. На острове был разбит парк, в центре которого находилась танцевальная площадка, а к острову ходил небольшой паром. В деревне работала карамельная фабрика, выпускавшая анисовые конфеты.

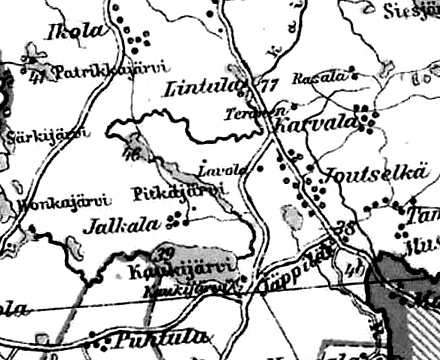
Деревня Патрики на финской карте 1923 года

До 1939 года деревня Патрики входила в состав волости Кивеннапа Выборгской губернии Финляндской республики. Деревня насчитывала 14 домов.
Согласно данным 1966, 1973 и 1990 годов посёлок Озерки входил в состав Первомайского сельсовета.
В 1997 году в посёлке Озерки Первомайской волости проживали 7 человек, в 2002 году — постоянного населения не было.
В 2007 году в посёлке Озерки Первомайского СП проживали 3 человека, в 2010 году — 8 человек.

## География
Посёлок расположен в южной части района к западу от автодороги 41А-025 (Ушково — ур. Гравийное).
Расстояние до административного центра поселения — 5 км.
Расстояние до ближайшей железнодорожной станции Рощино — 10 км. 
Посёлок находится на берегах озёр Большое и Малое. К западу от посёлка протекает река Грязновка.

## Демография
| 1997 | 2007 | 2010 | 2017 | 2021 |
| ---- | ---- | ---- | ---- | ---- |
| 7    | ↘3   | ↗8   | ↗11  | ↗18  |

## Улицы
Береговая, Карельский проезд, Лесная, Озёрная, Полевая, Сосновая, Цветочная, Центральная.